# 田中弘 (会計学者)
田中 弘（たなか ひろし、1943年6月23日 - ）は、日本の会計学者。神奈川大学名誉教授。専門は会計制度論、財務会計論、経営分析、保険経理。

## 略歴
北海道札幌市に生まれる。北海道札幌啓北商業高等学校を経て、1966年早稲田大学第一商学部を卒業。1969年、同大学大学院商学研究科修士課程修了、1972年、同博士課程修了。
1972年、愛知学院大学商学部講師、1977年助教授、1987年教授。1988年、日本会計研究学会学会賞を受賞。1993年、神奈川大学経済学部教授。2000年から2001年にかけてロンドン大学客員教授。2014年、神奈川大学を定年退職、同大学名誉教授、英国ウェールズ大学経営大学院（東京校）財務会計教授。
学外では、公認会計士2次試験委員、大蔵省保険経理フォローアップ研究会座長、郵政省簡易保険経理研究会座長、保険審議会法制懇談会委員、日本生命保険相互会社総代・業務監視委員会委員、横浜市監査事務局研修企画委員会委員などを歴任した。
会計及び会計学について独自の見解を主張し、時価主義に対しては批判的である。

## 著書
改訂版が出されている著作については、最新の版のデータのみを載せた。

### 単著
- 『イギリスの会計基準―形成と課題』　（中央経済社、1991年）
- 『イギリスの会計制度―わが国会計制度との比較検討』　（中央経済社、1997年）
- 『会計の役割と技法―現代会計学入門』　（白桃書房、1996年）
- 『最新検定簿記　第2版』　（中央経済社、1999年）
- 『電卓いらずのなるほど！簿記入門』　（中央経済社、1999年）
- 『会計学の座標軸』　（税務経理協会、2001年）
- 『時価主義を考える　第3版』　（中央経済社、2002年）
- 『会社を読む―会計数値が語る会社の実像』　（御茶の水書房、2002年）
- 『管理職のための新会計学』　（税務経理協会、2002年）
- 『原点復帰の会計学―通説を読み直す　第2版』　（税務経理協会、2002年）
- 『財務諸表論ー合格する答案を書くトレーニング（第2版）』（税務経理協会、2002年）
- 『経営分析―会計データを読む技法』　（中央経済社、2003年）
- 『時価会計不況』　（新潮社、2004年）
- 『財務諸表論の考え方（第3版）』 （税務経理協会、2004年）
- 『不思議の国の会計学―アメリカと日本』　（税務経理協会、2004年）
- 『会社を読む技法－現代会計学入門』（白桃書房、2006年）
- 『財務諸表論の学び方』（税務経理協会、2006年）
- 『新財務諸表論　第3版』　（税務経理協会、2007年）
- 『財務諸表論を学ぶための会計用語集』（税務経理協会、2008年）
- 『基礎からわかる経営分析の技法』（税務経理協会、2008年）
- 『国際会計基準(IFRS)はどこへ行くのか』（時事通信出版局、2010年）
- 『会計データの読み方・活かし方 経営分析の基本的技法』（中央経済社、2010年）
- 『複眼思考の会計学－国際会計基準は誰のものか－』（税務経理協会、2011年）

### 編著
- 『NEW　CONCEPT　日商簿記検定試験 4級商業簿記　ワークブック』　（税務経理協会、1998年）
- 『NEW　CONCEPT　日商簿記検定試験 4級商業簿記』　（税務経理協会、1998年）
- 『国際財務報告の新動向』　（商事法務、1999年）
- 『今日から使える経営分析の技法　改訂版』　（税務経理協会、2003年）
- 『財務諸表論－理論学習徹底マスター』（税務経理協会、2007年）
- 『傾向分析ベストセレクション　日商簿記検定1級会計学』（税務経理協会、2007年）
- 『会計学を学ぶ 経済常識としての会計学入門』（税務経理協会、2008年）
- 『新会計基準を学ぶ 第1巻』（税務経理協会、2008年）
- 『新会計基準を学ぶ 第2巻』（税務経理協会、2008年）
- 『新会計基準を学ぶ 第3巻』（税務経理協会、2008年）
- 『通説で学ぶ財務諸表論』（税務経理協会、2009年）
- 『新会計基準を学ぶ 第4巻』（税務経理協会、2010年）
- 『簿記を学ぶ 経済常識としての簿記入門』（税務経理協会、2010年）
- 『経営分析を学ぶ』（税務経理協会、2010年）
- 『管理会計を学ぶ』（税務経理協会、2011年）

### 訳書
- 『イギリス財務報告基準』　（中央経済社、1994年）　原光世との共訳
- 『イギリス会計基準書　第2版』　（中央経済社、1994年）　原光世との共訳